# Masquefa
Masquefa là một đô thị trong ‘‘comarca’’ Anoia, Catalonia, Tây Ban Nha.

## Biến động dân số
| 1900 | 1930 | 1950 | 1970 | 1986 | 2007 |
| ---- | ---- | ---- | ---- | ---- | ---- |
| 959  | 1232 | 1160 | 1605 | 2483 | 7747 |

## Các khu vực bên trong
Masquefa có 5 làng (dân số năm 2005):
- La Beguda Alta (171)
- Can Parellada (1343)
- Can Quiseró (197)
- Can Valls (99)
- El Maset (778)